# Aphanotriccus capitalis
Caça-moscas-de-peito-pardo ou papa-moscas-de-peito-fulvo (Aphanotriccus capitalis) é uma espécie de ave da família Tyrannidae, nativa da Nicarágua e norte da Costa Rica.

## Galeria

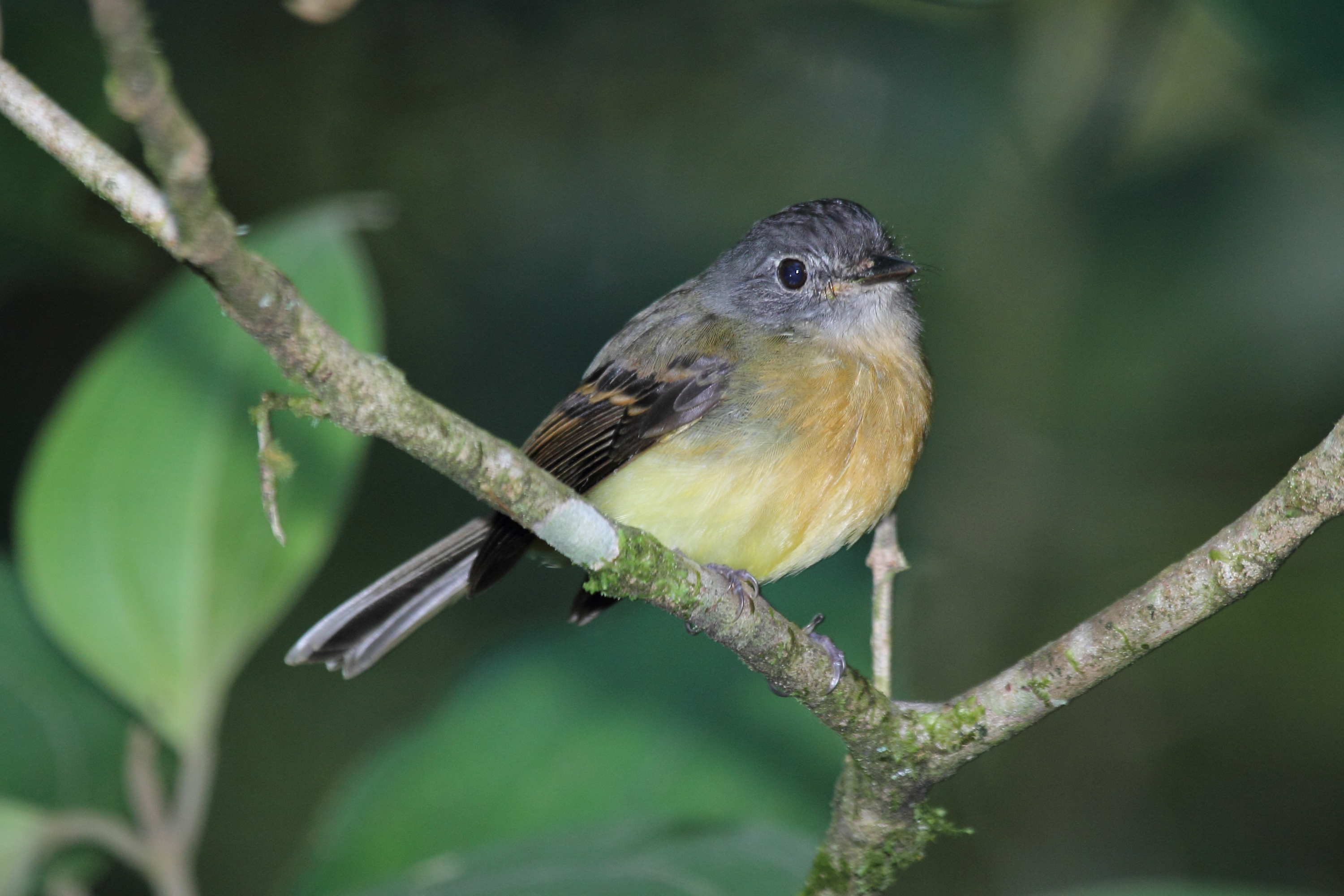
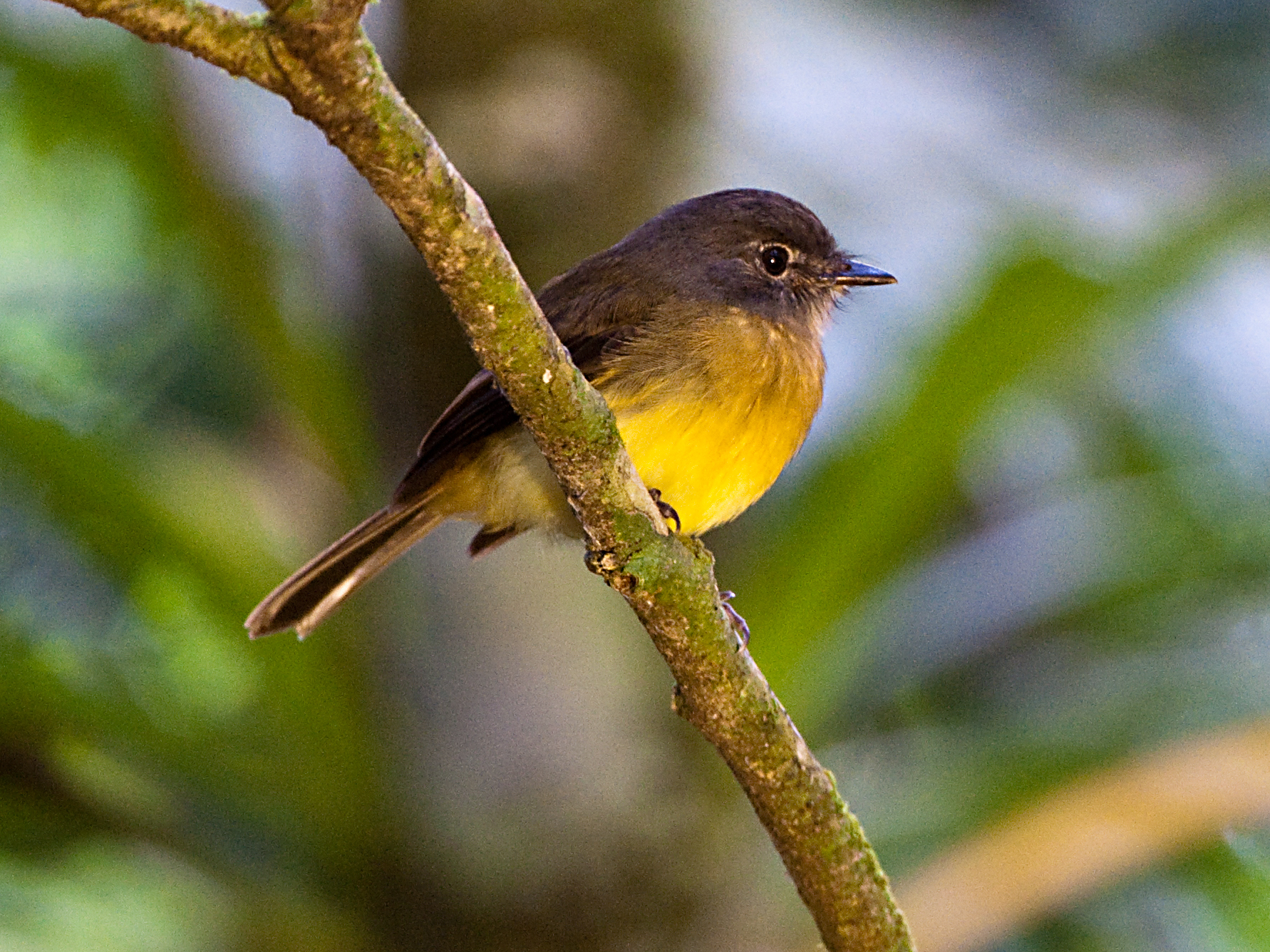